# Luzein
Luzein är en ort och kommun i regionen Prättigau/Davos i kantonen Graubünden, Schweiz. Kommunen har 1 625 invånare (2023). Den ligger i mittre delen av dallandskapet Prättigau. 
Kommunen består dels av orterna Pany, Luzein, Buchen och Putz i floden Landquarts dalgång, dels av St. Antönien i en sidodal. St. Antönien var tidigare en egen kommun, men inkorporerades 1 januari 2016 i Luzein.